# Draft BAA 1948
Il Draft BAA 1948 si è svolto il 10 maggio 1948 a Chicago, Illinois. Fu il secondo dei tre draft della Basketball Association of America (BAA) prima della fusione con la National Basketball League (NBL), dalla quale nacque la National Basketball Association (NBA). La prima scelta fu Andy Tonkovich scelto dai Providence Steamrollers. Da notare la presenza nel draft di tre futuri membri della Basketball Hall of Fame (Dolph Schayes, Bobby Wanzer e Harry Gallatin).

## Giocatori scelti al 1º giro
|  | = All-Star     |
|  | = Hall of Fame |

| Scelta | Giocatore           | Nazionalità | Squadra BAA             | Scuola/ex squadra |
| ------ | ------------------- | ----------- | ----------------------- | ----------------- |
| 1      | Andy Tonkovich (G)  | Stati Uniti | Providence Steamrollers | Marshall          |
| 2      | George Kok          | Stati Uniti | Indianapolis Jets       | Arkansas          |
| 3      | George Hauptfuhrer  | Stati Uniti | Boston Celtics          | Harvard           |
| 4      | Dolph Schayes (F/C) | Stati Uniti | New York Knicks         | NYU               |
| 5      | Ed Mikan (C/F)      | Stati Uniti | Chicago Stags           | DePaul            |
| 6      | Walt Budko (F/C)    | Stati Uniti | Baltimore Bullets       | Columbia          |
| 7      | Bob Gale            | Stati Uniti | St. Louis Bombers       | Cornell           |
| 8      | Ward Williams (F)   | Stati Uniti | Fort Wayne Pistons      | Indiana           |
| 9      | Chuck Hanger        | Stati Uniti | Minneapolis Lakers      | California        |
| 10     | Bobby Wanzer (G)    | Stati Uniti | Rochester Royals        | Seton Hall        |
| 11     | Don Ray (F/C)       | Stati Uniti | Philadelphia Warriors   | Western Kentucky  |
| 12     | Jack Nichols (C/F)  | Stati Uniti | Washington Capitols     | Washington        |

## Giocatori scelti nei giri successivi con presenze nella BAA o nella NBA
| Scelta | Giocatore        | Nazionalità | Squadra NBA             | Scuola/ex squadra    |
| ------ | ---------------- | ----------- | ----------------------- | -------------------- |
| -      | Darrell Brown    | Stati Uniti | Baltimore Bullets       | Humboldt State       |
| -      | Jake Carter      | Stati Uniti | Baltimore Bullets       | East Texas State     |
| -      | Joe Holland      | Stati Uniti | Baltimore Bullets       | Kentucky             |
| -      | Dan Kraus        | Stati Uniti | Baltimore Bullets       | Georgetown           |
| -      | Herb Krautblatt  | Stati Uniti | Baltimore Bullets       | Rider                |
| -      | Johnny Bach      | Stati Uniti | Boston Celtics          | Fordham              |
| -      | Marshall Hawkins | Stati Uniti | Boston Celtics          | Tennessee            |
| -      | Tom Kelly        | Stati Uniti | Boston Celtics          | NYU                  |
| -      | Murray Mitchell  | Stati Uniti | Boston Celtics          | Sam Houston State    |
| -      | Hook Dillon      | Stati Uniti | Chicago Stags           | North Carolina       |
| -      | Whitey Kachan    | Stati Uniti | Chicago Stags           | DePaul               |
| -      | Odie Spears      | Stati Uniti | Chicago Stags           | Western Kentucky     |
| -      | Bobby Cook       | Stati Uniti | Fort Wayne Pistons      | Wisconsin            |
| -      | Kenny Rollins    | Stati Uniti | Fort Wayne Pistons      | Kentucky             |
| -      | Murray Wier      | Stati Uniti | Fort Wayne Pistons      | Iowa                 |
| -      | Alex Hannum      | Stati Uniti | Indianapolis Jets       | Southern California  |
| -      | Andy Kostecka    | Stati Uniti | Indianapolis Jets       | Georgetown           |
| -      | Ray Lumpp        | Stati Uniti | Indianapolis Jets       | New York             |
| -      | Dick Wehr        | Stati Uniti | Indianapolis Jets       | Rice                 |
| -      | Arnie Ferrin     | Stati Uniti | Minneapolis Lakers      | Utah                 |
| -      | Earl Gardner     | Stati Uniti | Minneapolis Lakers      | DePauw               |
| -      | Dee Gibson       | Stati Uniti | Minneapolis Lakers      | Western Kentucky     |
| -      | Johnny Orr       | Stati Uniti | Minneapolis Lakers      | Beloit               |
| -      | Gene Berce       | Stati Uniti | New York Knicks         | Marquette            |
| -      | Harry Gallatin   | Stati Uniti | New York Knicks         | Truman State         |
| -      | Mel McGaha       | Stati Uniti | New York Knicks         | Arkansas             |
| -      | Ed Peterson      | Stati Uniti | New York Knicks         | Cornell              |
| -      | Tex Ritter       | Stati Uniti | New York Knicks         | Eastern Kentucky     |
| -      | Dick Shrider     | Stati Uniti | New York Knicks         | Ohio                 |
| -      | Roy Pugh         | Stati Uniti | Philadelphia Warriors   | Southern Methodist   |
| -      | Jack Coleman     | Stati Uniti | Providence Steamrollers | Louisville           |
| -      | Brady Walker     | Stati Uniti | Providence Steamrollers | Brigham Young        |
| -      | Billy Gabor      | Stati Uniti | Rochester Royals        | Syracuse             |
| -      | Leo Kubiak       | Stati Uniti | Rochester Royals        | Bowling Green State  |
| -      | Jack Burmaster   | Stati Uniti | St. Louis Bombers       | Illinois             |
| -      | Easy Parham      | Stati Uniti | St. Louis Bombers       | Texas Wesleyan       |
| -      | D.C. Wilcutt     | Stati Uniti | St. Louis Bombers       | Saint Louis          |
| -      | Leo Katkaveck    | Stati Uniti | Washington Capitols     | North Carolina State |
| -      | Jack Parkinson   | Stati Uniti | Washington Capitols     | Kentucky             |